# La Groise
La Groise is een gemeente in het Franse Noorderdepartement (regio Hauts-de-France) en telt 429 inwoners (1999). De plaats maakt deel uit van het arrondissement Cambrai.

## Geografie
De oppervlakte van La Groise bedraagt 9,5 km², de bevolkingsdichtheid is 45,2 inwoners per km².
De onderstaande kaart toont de ligging van La Groise met de belangrijkste infrastructuur en aangrenzende gemeenten.

## Demografie
Onderstaande figuur toont het verloop van het inwonertal (bron: INSEE-tellingen).